# ニュージーランド国立博物館テ・パパ・トンガレワ
ニュージーランド国立博物館テ・パパ・トンガレワ (Museum of New Zealand Te Papa Tongarewa) は、ニュージーランドの国立博物館である。

## 概要
1865年設立のコロニアル・ミュージアムに起源を持ち、1988年に博物館設立計画が誕生する。1992年にニュージーランド博物館テ・パパ・トンガレワ法1992が議会を通過し1998年に開館した博物館。建物の設計はJASMAX社が担当しフレッチャー・コンストラクション社が施行を担当した。
一般的にはTe PapaやOur Placeとして知られ、"Te Papa Tongarewa"（マオリ語）は大雑把には "the place of treasures of this land"（この土地の宝のある場所）と訳せる。
テ・パパの建物は、ニュージーランド、ウェリントンのケーブル・ストリートの海岸沿いにある。建物内は、ニュージーランドの文化や環境に特化した展示や喫茶店、土産物屋の6階からなる。博物館には人造の洞窟や自然の茂み、湿地のある野外空間も含まれる。36,000平方メートルの建物は、1998年の開館に3億ニュージーランド・ドルかかっている。トリー・ストリートにある2つめの建物は研究と保管に用いられており、一般には開放されていない。
テ・パパは、サー・ピーター・ブレイクとニュージーランド首相（当時）のジェニー・シップリーおよびシップリーの2人の子供により1998年2月14日に開館された。博物館は開館5か月で入館100万人を記録し、年間100～130万人が訪れる。
博物館の基本方針には、統一された所蔵品の構想──文化と環境の体験、公開討論の理念、Tangata Whenua（この地の人々、ニュージーランド原住民すなわちマオリ族）とTangata Tiriti（非先住民）の二文化間の協調、多様性と多面的な協力の強調──を盛り込んでいる。2004年には、Toi Te Papa: Art of the Nationと題されたニュージーランド絵画の長期展示へ更なるスペースが充てられた。

## 所蔵品
- 約25,000の所蔵品を保管・管理し、7,000品のドレスや繊維生地を所蔵、13,000品の太平洋諸島の歴史的な美術品や現代美術品を所蔵している。
- 博物館は世界最大の巨大イカであるダイオウホウズキイカの標本を所蔵している。ニュージーランド沖にて捕獲された0.5トン・33フィート（約10メートル）の標本は、その1か月後の2007年3月に博物館に到着した。[2]

## 議論
博物館は、時には議論の中心となることがある。国の最も重要な歴史的芸術品のコレクションのある敷地が、世界で最も活発な活断層の一つの近くにある埋立地の水際にあることが、一部の人々の心配事となっている。幾つかの展示の見世物的性質への批判がある（主にTime Warpセクション）。幾つかの展示には十分な注意が払われていないという批判もある。例えば、コリン・マカーンの主な作品が、ニュージーランド文化の展示中の、1950年代の冷蔵庫と並んでいることである。
2005年12月には、博物館はWellington Arts Festivalと開催時期がかち合ったToi Te Papa: Art of the Nationの長期間の延長をアナウンスした。それにも関わらず、博物館は彼らのウェブサイトへこの変更を反映させず、指輪物語の展示のままとし続けた。これはニュージーランドの多くの芸術家コミュニティの間に激しい怒りを引き起こした。
2006年10月には、テ・パパでニュージーランド防衛事業連合 (New Zealand Defence Industry Association, NZDIA) が4年連続で年次大会を開催した。抗議団体が博物館の正面玄関を封鎖し、来館者の往来を妨害した。似たような抗議で、前年には20名の逮捕者が出ている。

## その他
- 敷地は、以前は現代的な5階建てホテルに占有されていた。これは200メートル下った向かいの新しい場所、今のMuseum Hotel de Wheelsの場所へ、建物の基礎ごと持ち上げられて沢山の台車に乗って移動した。
- 博物館のマークである指紋を作成するのに30万ドルの経費がかかったことが公にされた時には多くの議論を引き起こしたが、それは実際には全体のブランド確立への取り組みにかかった経費である。
- ケーブル・ストリートの建物の地震対策は、革新的な基礎免震技術により達成されている。基本的には、地震の影響を和らげるゴムの支持材の上へ、建物全体が乗っている。
- 映画製作者のGaylene PrestonとAnna Cottrellは、テ・パパが作られていく様を映画Getting to Our Placeとして記録した。[3]
- 建物の沢山のライトは美術コンピュータの制御下にあり、環境の変化に合わせて変化し、中心部から制御できる。